# 종달도요
종달도요(Long-toed stint, 학명: Calidris subminuta)는 크기가 작은 섭금류이다. 속명은 고대 그리스어 alidris 또는 skalidris에서 비롯된 것으로, 아리스토텔레스가 물가의 일부 회색 새들을 지칭하기 위해 사용한 용어이다. subminuta의 경우 "주변의"를 의미하는 라틴어 sub와, "크기가 작은"을 의미하는 minuta가 결합한 것이다.
구북구에 걸쳐 번식하며 남아시아와 동남아시아, 오스트랄라시아로 겨울을 나는 철새이다.
다리는 노란색이며 부리는 짧고 얇으며 어둡다.
주 먹이는 작은 갑각류, 곤충, 달팽이이다.

## 설명
길이는 13~16센티미터로 측정될 정도로 매우 작은 섭금류이며 날개 길이는 26.5~30.5센티미터에 달한다. 몸무게는 25그램이다. 머리가 작고 부리는 날카롭다. 목은 호리호리하며 배는 둥글고 다리는 길다.